# Viktoria Kliúguina
Viktoria Kliugina (Rusia, 28 de septiembre de 1980) es una atleta rusa especializada en la prueba de salto de altura, en la que consiguió ser medallista de bronce europea en pista cubierta en 2009.

## Carrera deportiva
En el Campeonato Europeo de Atletismo en Pista Cubierta de 2009 ganó la medalla de bronce en el salto de altura, con un salto de 1.96 metros, tras la alemana Ariane Friedrich (oro con 2.01 metros) y la española Ruth Beitia (plata con 1.99 metros).